# Mary Landrieu
Mary Loretta Landrieu (født 23. november 1955 i Arlington, Virginia) er en amerikansk politiker. Medlem af Det Demokratiske Parti. Senator fra Louisiana fra 1997 til 2015. Datter af den tidligere borgmester i New Orleans og amerikanske boligminister Maurice Edwin "Moon" Landrieu. Søster til Louisianas viceguvernør Mitch Landrieu.
Uddannet på Louisiana State University i 1977. Medlem af delstatsparlamentet i Louisiana fra 1980 til 1988. Valgt til finansminister i Lousiana 1988-1996. Forsøgte, uden held, at blive valgt til guvernør i Louisiana i 1995. 
Valgt til det amerikanske senat i 1996 som afløser for veteranen John Bennett Johnson. Landrieu slog den republikanske kandidat Woody Jenkins med kun 5.788 stemmer i et valg hvor det blev afgivet mere end 1,7 millioner stemmer. Landrieu blev genvalgt i 2002 denne gang med lidt større margen.
Mary Landrieu er et af de mest konservative demokratiske medlemmer af den demokratiske gruppe, og hun stemmer ofte sammen med den republikanske gruppe.